# Pacto de Teodomiro

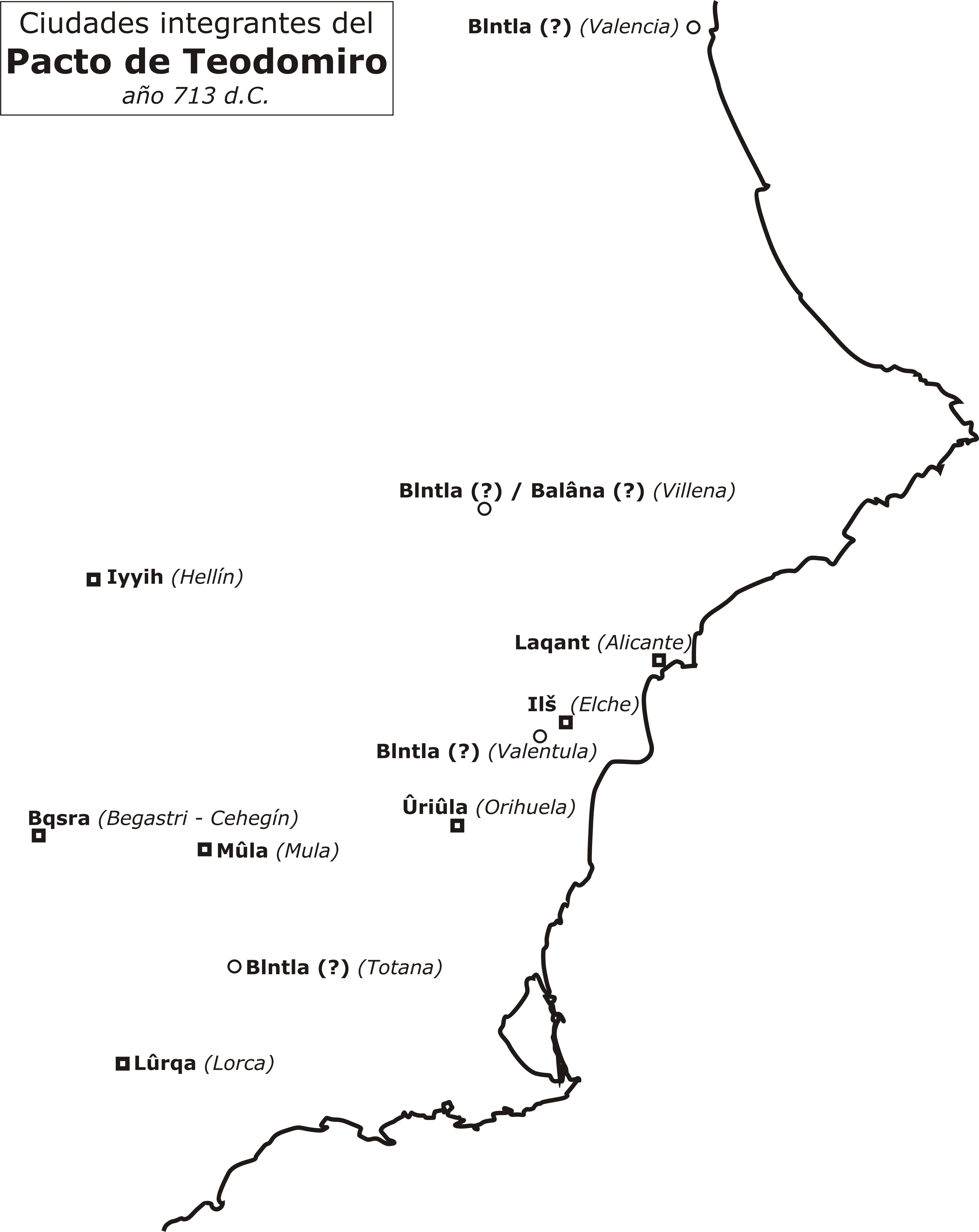
Ciudades integrantes del pacto de Teodomiro, año 713.

El Pacto de Teodomiro (también conocido como Pacto de Tudmir o Tratado de Orihuela) fue un tratado de capitulación firmado el 5 de abril del año 713, entre Abd al-Aziz ibn Musa (hijo de Musa ibn Nusair, gobernador del norte de África) y el potentado visigodo Teodomiro, que podría haber tenido funciones administrativas en el sureste de Hispania a comienzos del siglo VIII.

## Antecedentes
La expansión del Califato Omeya se propagó hacia todo el noroeste de África al Magreb, habitado por los bereberes. Estos pueblos se convirtieron al islam y se unieron a las filas militares, lo que permitió al califato extender su control a la península ibérica.
Bajo el gobierno de Musa ibn Nusair en la provincia de Ifriqiya, el comandante bereber Táriq ibn Ziyad emprendió la campaña hacia la Hispania visigoda vía estrecho de Gibraltar en la primavera de 711. Tras vencer al rey visigodo Rodrigo en la batalla de Guadalete, Táriq se trasladó a las ciudades de Écija y de Córdoba, ignorando órdenes que había recibido previamente de Musa para regresar a África o permanecer estacionado hasta recibir nuevas instrucciones. Tras controlar la Andalucía se dirigió a Toledo donde le esperaba Musa.
Poco después que Musa llegara a Toledo, el califa Walid I le ordenó a él y a Táriq presentarse en la corte real en Damasco para tratar acerca de la campaña en la península ibérica. Musa fue relevado como gobernador por su hijo Abdelaziz, quien se dirigió hacia el sureste peninsular y firmó el tratado con el visigodo Teodomiro, que era un potentado godo con propiedades en el territorio del que se supone que tendría algún tipo de función gobernativa pues después del año 698 rechazó a una flota bizantina. El tratado es conocido como Pacto de Tudmir y la región geográfica al sureste de la península fue denominada desde entonces como Tudmir, proporcionando su nombre décadas después a una provincia o cora de Al-Ándalus, la Cora de Tudmir.

## Ámbito geográfico
Quedan tres versiones del pacto, dado que el original (del año 713) se perdió, y en cada una varía un poco el nombre de las ciudades. La primera la hizo al-Udri en el s. XI, después sería la de al-Dabbi en el s. XII, otra de al-Himyari en el s. XIII y la última versión es de al-Garnǎtǐ en el s. XIV.
He aquí una lista comparativa:
| Al-'Ūdri | Al-Dabbi | Al-Himyarī |
| -------- | -------- | ---------- |
| Ūriūla   | Ūriwala  | Ūrigūla    |
| Blntla   | Blntla   | Blntla     |
| Laqant   | Laqant   | Laqant     |
| Mūla     | Mūla     | Mūla       |
| Ilŝ      | Bqsra    | Bilāna     |
| Iyih     | Iyyih    | Iyyih      |
| Lūrqa    | Lūrqa    | Lūrqa      |

Esta zona geográfica fue denominada en el Cosmógrafo de Rávena en el siglo VII como provincia de Aurariola en una descripción provincial que podría no ajustarse a las entidades administrativas vigentes. Vendría a ocupar un área algo más amplia que las actuales provincias de Murcia y Alicante.
De las ciudades nombradas en el tratado, no han sido puestas en duda Orihuela (اوريولة, Ūriūla), Alicante (لقنت, Laqant), Lorca (لورقة, Lūrqa) y Mula (مولة, Mūla). De Ilŝ, que aparece únicamente en Al-Udri, se tiene la seguridad que se refería a la Colonia Iulia Ilici Augusta en La Alcudia de Elche.
Dado que en los códices no figura la puntuación diacrítica de las letras árabes, el resto de ciudades que aparecen han tenido diversidad de lecturas e interpretaciones. Bqsra se suele interpretar como Begastri en Cehegín. En cuanto a Iyyih, su emplazamiento está sujeto a controversia entre diversas ubicaciones: Monte Arabí en Yecla, Anaya en San Miguel de Salinas, Ojós, Verdolay o Algezares en Murcia, el Tolmo de Minateda en Hellín, Villa Vieja en Cieza, o Elda; y además, muchos autores la identifican con la ciudad episcopal de Eio, que aparecería ubicada en El Monastil en Elda, o en Algezares.
Respecto a Blntla, aunque la topografía y los restos arqueológicos pudieran indicar que fuera Valencia o Valencia la Vella en Ribarroja del Turia, no es posible dada su alejada situación respecto del resto de ciudades, por ello la mayor parte de las interpretaciones la ubican en Villena; ciudad a la que con bastante probabilidad correspondería a la Balana (o Bilana) citada por Al-Himyari.
Llama la atención que no aparezca mención de la ciudad de Cartagena. Cartagena fue sede metropolitana, y también capital de la provincia bizantina de Spania, pero entre 621-623 fue destruida por Suintila. lo que redujo su perímetro urbano. De este modo, los estudiosos han justificado la no inclusión de Cartagena debido a su poca importancia urbanística respecto a los otros núcleos urbanos mencionados en el tratado, pero también a que hubiera sido conquistada mediante combate, lo que la excluía de la capitulación, o que no formara parte entonces de los dominios de Teodomiro sino del rey.
De forma general se ha interpretado que la capital de Tudmir era Orihuela, pero estudios de la década de 1980 extrajeron de textos del siglo IX, que la ciudad de Tudmir se podría referir a la ciudad episcopal de Eio que estaría ubicada en Algezares, y que sería la que fue destruida hacia 825 después de la fundación de la ciudad de Murcia.

## El pacto de Teodomiro
El pacto entre Teodomiro y Abdelaziz se firmó el 5 de abril de 713 y su texto es:

En el Nombre de Alá, el Clemente, el Misericordioso. Edicto de ‘Abd al-‘Aziz ibn Musa ibn Nusair a Tudmir ibn Abdush [Teodomiro, hijo de los godos]. Este último obtiene la paz y recibe la promesa, bajo la garantía de Dios y su profeta, de que su situación y la de su pueblo no se alterará; de que sus súbditos no serán muertos, ni hechos prisioneros, ni separados de sus esposas e hijos; de que no se les impedirá la práctica de su religión, y de que sus iglesias no serán quemadas ni desposeídas de los objetos de culto que hay en ellas; todo ello mientras satisfaga las obligaciones que le imponemos. Se le concede la paz con la entrega de las siguientes ciudades: Uryula [Orihuela], Baltana, Laqant [Alicante], Mula, Villena, Lurqa [Lorca] y Ello. Además, no debe dar asilo a nadie que huya de nosotros o sea nuestro enemigo; ni producir daño a nadie que huya de nosotros o sea nuestro enemigo; ni producir daño a nadie que goce de nuestra amnistía; ni ocultar ninguna información sobre nuestros enemigos que pueda llegar a su conocimiento. Él y sus súbditos pagarán un tributo anual, cada persona, de un dinar en metálico, cuatro medidas de trigo, cebada, zumo de uva y vinagre, dos de miel y dos de aceite de oliva; para los siervos, sólo una medida. Dado en el mes de Rayab, año 94 de la Hégira [713]. Como testigos, ‘Uthman ibn Abi ‘Abda, Habib ibn Abi ‘Ubaida, Idrís ibn Maisara y Abu l-Qasim al-Mazali.
Miranda García, Fermín; Guerrero Navarrete, Yolanda (2008). Medieval: Territorios, Sociedades y Culturas. Silex Ediciones. p. 50. ISBN 9788477371793.

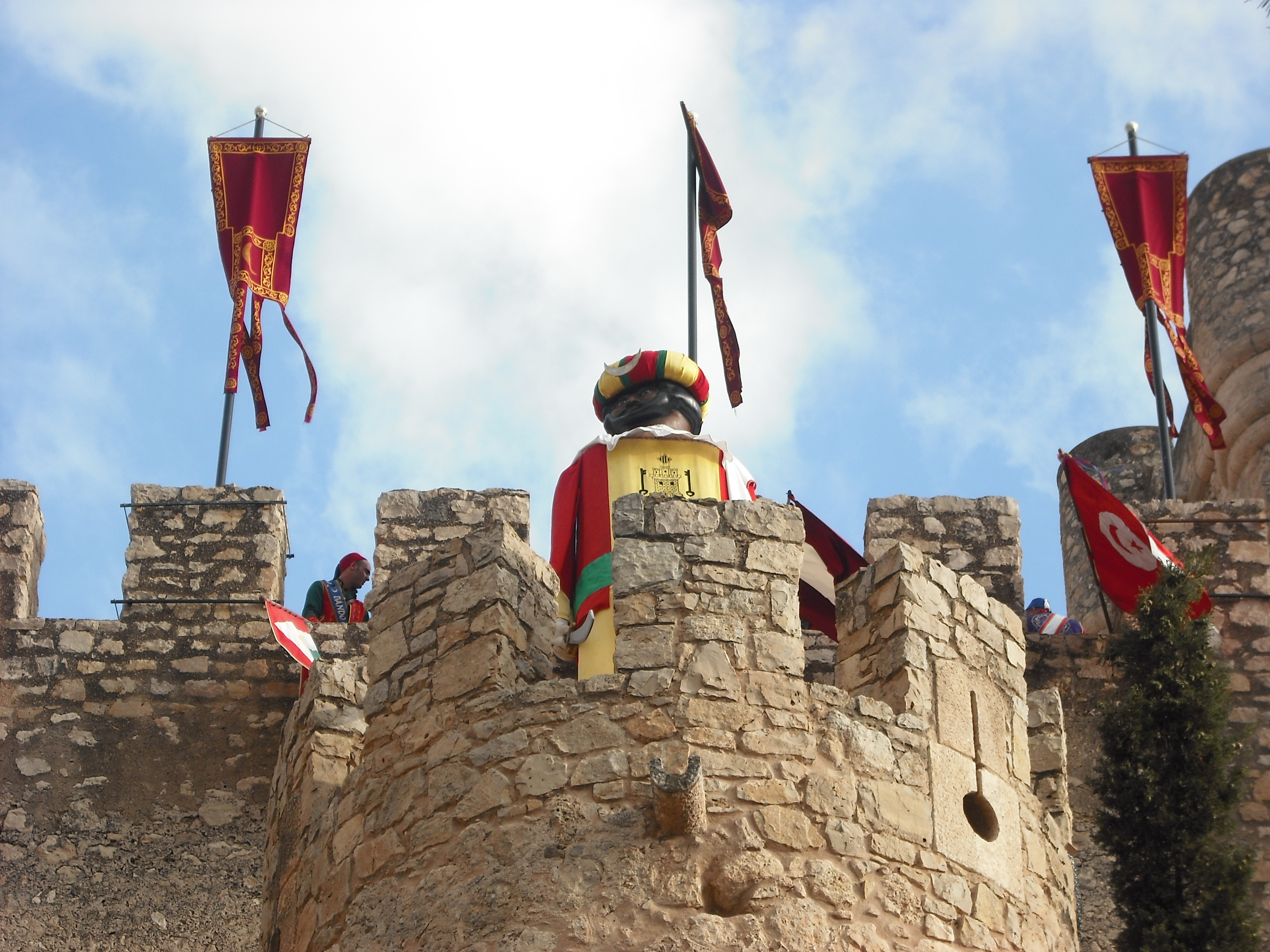
El acto de la embajada mora de Villena finaliza con la lectura del pacto.

Este tratado reconocía a Teodomiro, a cambio de su sumisión, la salvaguarda de sus propiedades y el gobierno en el territorio pactado, y también procuraba a la población cristiana el respeto de sus vidas y sus familias, de sus propiedades y el culto religioso, siempre y cuando pagaran anualmente un impuesto personal en dinero (yizia) y otro territorial en especie (jaray), y no colaborar con los enemigos de los musulmanes. De esta forma el nuevo poder musulmán se garantizaba a través de Teodomiro de la percepción de los impuestos.

## Fin del reino de Tudmir
Después de la firma del pacto, existe un silencio documental sobre Teodomiro y su sucesor Atanagildo. Se desconoce la fecha de la muerte de Teodomiro y por conjeturas puede establecerse que en el año 743 ya había fallecido. Además, no existe documentalmente una relación de parentesco entre Teodomiro y Atanagildo, sino que lo que aparece es el poder económico de Atanagildo. La referencia de Al-Udri al matrimonio de una hija de Teodomiro con un yundí árabe permite deducir que Teodomiro carecía de descendencia masculina.
Hacia 739 se produjo la revuelta bereber en el Magreb. El califa mandó un ejército sirio, que fue derrotado, y sus restos se instalaron en al-Ándalus para combatir a la revuelta bereber andalusí. Pese a sofocar la revuelta bereber, la disputas entre clanes árabes provocaron la guerra civil en al-Ándalus, y no fue hasta 743 cuando el nuevo valí andalusí Abul Jatar acantonó a las tropas sirias en distritos militarizados (yund), y el yund de Egipto fue establecido en Tudmir. Esto suponía que los recién establecidos eran los encargados de la recaudación de tributos, lo que parece indicar el cambio del estatuto jurídico de la región, y por ello, que el pacto de Teodomiro ya había llegado a su fin. Además es en esta época cuando el mismo valí Abul Jatar impuso a Atanagildo una contribución de 27 000 sueldos (en torno a 122 kilos de oro), que vendría relacionada con medidas de regulación con el fisco califal en concepto de impuestos impagados. La confluencia de intereses y entendimiento de los potentados visigodos con recién instalados yundíes se muestra en que estos ayudaron a Atanagildo a saldar la deuda. Después de este hecho, no existe en la crónicas mención alguna a Atanagildo.
Entre 776-777 se produjo en la región de Tudmir la revuelta proabasí de Abd al-Rahman ibn Habid al-Siqlabi contra Abderramán I, para ello podría haber contado con los yundíes egipcios. La reacción del emir en Tudmir estuvo enmarcada dentro de una política centralizadora para suprimir el peso político de los yundíes. Los estudiosos muestran posturas divergentes, mientras Chalmeta y Acién Almansa ven la campaña del emir como la ruptura del tratado de Teodomiro a resultas del apoyo de Atanagildo con al-Siqlabi, que por otro lado no aparece en fuentes escritas; Collins por su parte indica que el tratado ya había dejado de tener aplicación en esa época.